# Per Westin (politiker)
Per Fredrik Westin (i riksdagen kallad Westin i Tunabäck), född 17 maj 1878 i Sköns församling, död 9 december 1942 i Sköns församling, var en lantbrukare och politiker. Han var ledamot av riksdagens andra kammare 1935–1936. Tillhörde lantmanna- och borgarpartiet.